# Makoto Morishita
Makoto Morishita (japanisch 森下 真 Morishita Makoto; * 20. Februar 1992 in Osaka) ist eine japanische Mangaka.

## Werdegang und Werk
Die erste kommerziell veröffentlichte Serie von Morishita war Im – Great Priest Imhotep aus den Jahren 2015 bis 2018. Der Manga erreichte elf Bände und wurde in viele Sprachen übersetzt, darunter ab 2018 bei Carlsen Manga ins Deutsche. Die Geschichte erzählt vom wiederauferstandenen Priester Imhotep, der Monster in die Welt gebracht hatte und dafür versiegelt wurde und sie nun bekämpfen muss. In den Jahren seither veröffentlicht Morishita immer wieder selbst auf Onlineplattformen wie Twitter und pixiv. Daraus wurde Akuma-san to Ōta vom Verlag Square Enix aufgegriffen und gedruckt herausgegeben. Die Geschichte dreht sich um einen Kinderchor, der mit seinem Gesang Dämonen bekämpfen kann, und einen Jungen daraus, der nicht richtig singen kann und von einem Dämonen aufgenommen wird. Seit 2021 erscheint in Japan Morishitas Manga Sudachi no Maōjō. Die Serie spielt in einer Fantasy-Welt, in der der Dämonenkönig besiegt wurde und wegen dem nun eingesetzten Frieden der Laden des Protagonisten nicht mehr gut läuft. 
Morishitas Werke sind fast durchweg der Fantasy oder Mystery zuzuordnen, meist Action- und Comedy-reich. Die Zielgruppe sind meist männliche Jugendliche (Shōnen).

## Bibliografie (Auswahl)
- Im – Great Priest Imhotep (Im～イム～, 2015–2018, 11 Bände)
- Akuma-san to Ōta (悪魔さんとお歌, 2017–2020, 2 Bände)
- Sudachi no Maōjō (すだちの魔王城, seit 2021, 6 Bände)